# Skältjärnmuren
Skältjärnmuren este o arie protejată (arie specială de conservare — SAC, sit de importanță comunitară — SCI, arie de protecție specială avifaunistică — SPA) din Suedia întinsă pe o suprafață de 258,4 ha, integral pe uscat.

## Localizare
Centrul sitului Skältjärnmuren este situat la coordonatele 60°51′52″N 16°28′30″E / 60.8644°N 16.4749°E.

## Înființare
Situl Skältjärnmuren a fost declarat sit de importanță comunitară în decembrie 1998 pentru a proteja 11 specii de animale. Alte tipuri de protecție:
- arie de protecție specială avifaunistică (în decembrie 1998)[2]
- arie specială de conservare (în martie 2011)[1][3][4]

## Biodiversitate
Situată în ecoregiunea boreală, aria protejată conține 5 habitate naturale: Taiga vestică, Lacuri și iazuri distrofice naturale, Turbării active, Mlaștini turboase de tranziție și turbării mișcătoare, Mlaștini împădurite.
La baza desemnării sitului se află mai multe specii protejate de  păsări (11): presură de stuf (Emberiza schoeniclus), becațină comună (Gallinago gallinago), cocor (Grus grus), sfrâncioc mare (Lanius excubitor), codobatura galbenă (Motacilla flava), culic mare (Numenius arquata), ploier auriu (Pluvialis apricaria), mărăcinar (Saxicola rubetra), cocoșul de mesteacăn (Tetrao tetrix tetrix),  cocoș de munte (Tetrao urogallus), fluierar de mlaștină (Tringa glareola).